# Lomosíkova chata
Lomosíkova chata (882 m n. m.) je zaniklá turistická chata, která stávala v Nýdku na Hluchové (na Kolibiskách) na jihozápadním svahu, téměř u vrcholu Velký Sošov. Byla postavena na nezalesněné planině s panoramatickým výhledem do okolní krajiny. Její stavitel a vlastník Ervín Lomosík byl v roce 1945, po skončení druhé světové války, v blízkosti své chaty nalezen mrtev. Po druhé světové válce byla chata opuštěna, vyrabována a následně zanikla.

## Historie
Jednalo se o jednu z největších turistických chat tehdejších Slezských a  Moravskoslezských Beskyd. Poskytovala ubytování pro 120 turistů – z částí i v zimním období. Projektantem byl Pavel Skrobanek. Stavba byla zahájena v roce 1932 a v roce 1934 byla zkolaudována. Následně ji Ervín Lomosík pronajal Klubu československých turistů v Českém Těšíně. Ve dnech 2. až 11. října 1938 byl příhraniční pás území o rozloze 869 km² (západní Těšínsko bez Frýdecka a Slezské Ostravy) připojen k Polsku. Po německém útoku na Polsko v září 1939 se celé Těšínsko stalo součástí Třetí říše. Události druhé světové války turistický chod chaty přerušily. Ve válečném období 1939-1945 Lomosíkova chata (a také 6 km vzálená chata na Velké Čantoryji) údajně sloužily k rekonvalescenci zraněných německých vojáků.
Po konci války zůstala turistická chata opuštěna a objekt byl postupně vyrabován. Nemovitost připadla jako konfiskát státu a v roce 1951 proběhla úplná demolice.

## Ervín Lomosík
Ervín Lomosík (také Erwin Lomosik) se narodil 4. září 1891 v polské obci Strumeň, tehdy na území Rakouského Slezska.  Po roce 1920 společně s bratrem sloužil u Československé státní policie v Novém Bohumíně. Pro nespolehlivost byli oba bratři propuštěni. Ervín Lomosík provozoval v letech 1928-1932 hostinec a kavárnu v Českém Těšíně. S manželkou Marií se oženil v roce 1928. Po skončení války byl Ervín Lomosík neznámými pachateli na své chatě napaden, svázán, odvlečen nedaleko na okraj lesa a tam zastřelen.
Byl nalezen již mrtvý, místní pastýřkou. Místo pohřbení Ervína Lomosíka je neznámé, byl pohřben volně v přírodě na polském území nedaleko česko-polské hranice u blíže neznámého skalního útvaru.

### Kontroverze
Není historicky zcela vyjasněn jeho vztah k Třetí říši ani jeho německý původ. Ví se, že zájemcům z místních obyvatel umožnil výuku německého jazyka ve svých prostorech. Ve válečném období 1939-1945 jeho chata údajně sloužila k rekonvalescenci zraněných německých vojáků. Jeho vražda nebyla nikdy prokazatelně vyšetřena. V nejbližší četnické stanici, v Bystřici nad Olší, nebyla událost ani zaznamenána. Okolnosti nebyly dohledány ani v archívu bezpečnostních složek – mimo záznamu z roku 1938 o konspiračních schůzkách v jeho turistické chatě. Mezi místními obyvateli byl Ervín Lomosík oblíbený. Poskytoval pomoc při vyřizování úředních záležitostí.  Byl příznivcem nově otevřené české školy v Nýdku–Hluchová na Kolibiskách. Například 24. listopadu 1934 umožnil v prostorách chaty sehrát školní divadelní představení a 22. prosince 1935 poskytl prostory chaty pro vánoční besídku žáků. Obdobnou přízeň věnoval i české malotřídní škole v osadě Zimný. 
Cena za realizaci stavby byla odhadována na 250 tisíc korun a není známo kdo, mimo Ervína Lomosíka a jeho rodiny, se finančně podílel na výstavbě.
Vražda Ervína Lomosíka byla zločinem spáchaným na německém obyvatelstvu v poválečném období roku 1945.

## Dostupnost
Místo, kde stávala Lomosíkova chata, je dostupné těmito turistickými stezkami:
- Po  turistické značce z vrcholu Velký Stožek,
- po  turistické značce z vrcholu Velká Čantoryje,
- po  turistické značce z Nýdku,
- po  turistické značce z městské části Jawornik,  polského města Visla.

## Galerie

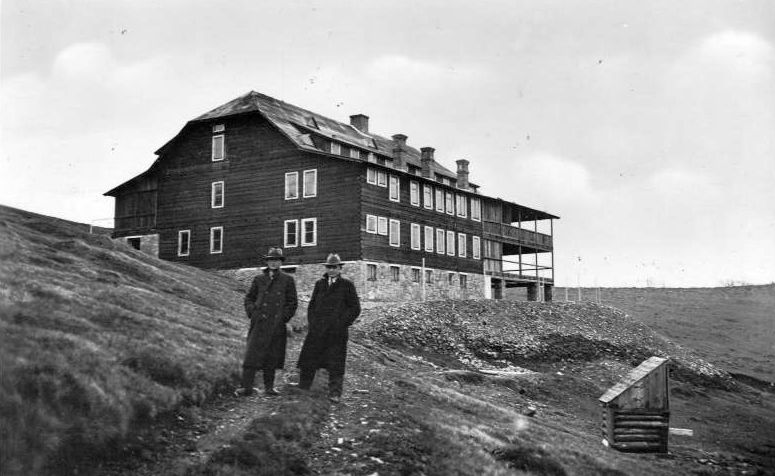
Lomosíkova chata
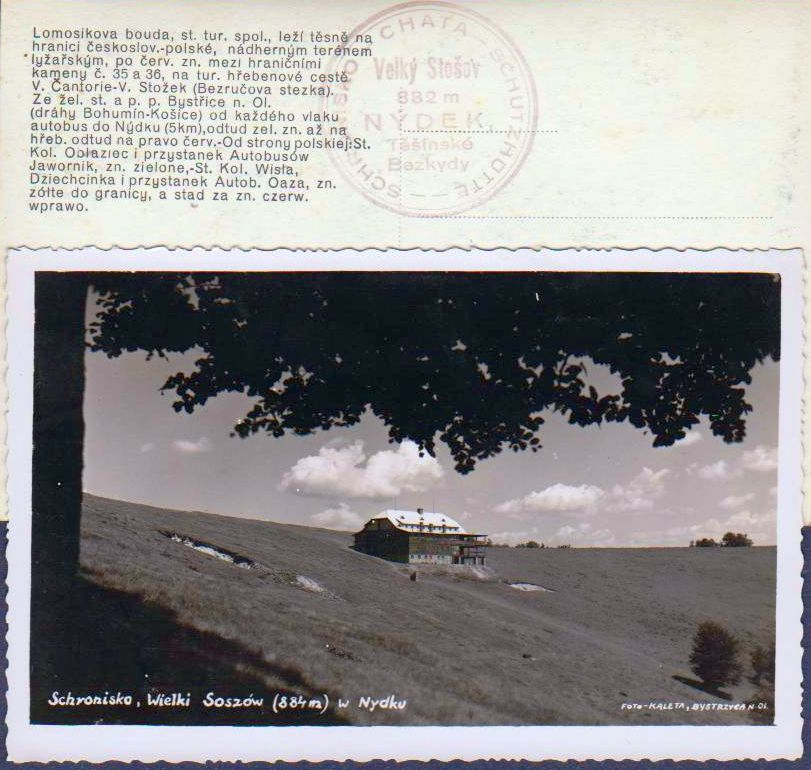
Lomosíkova chata - leták KČT
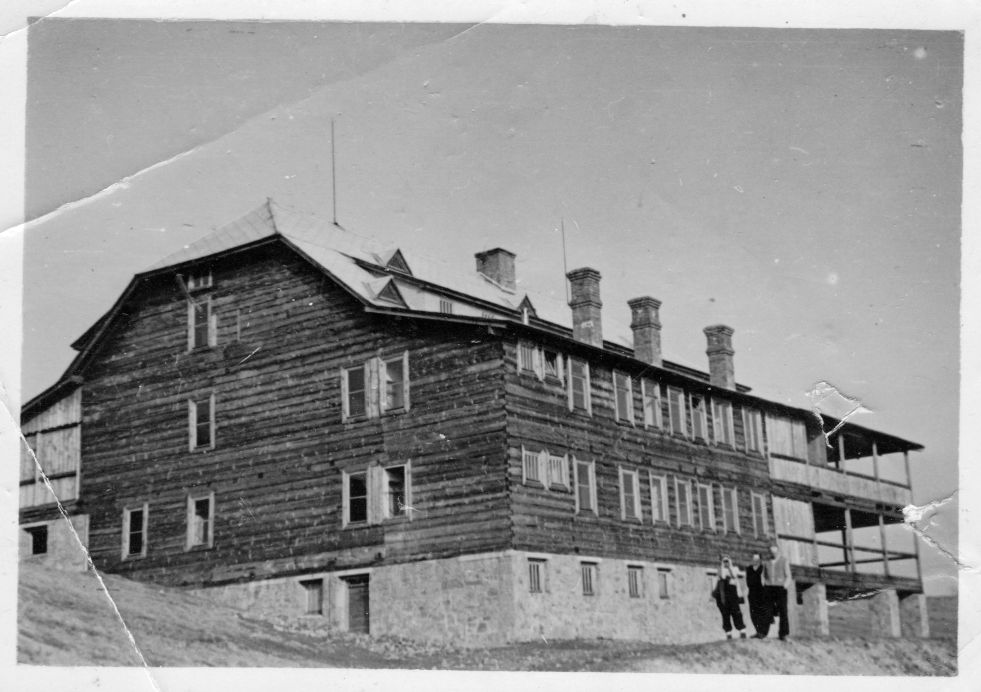
Lomosíkova chata
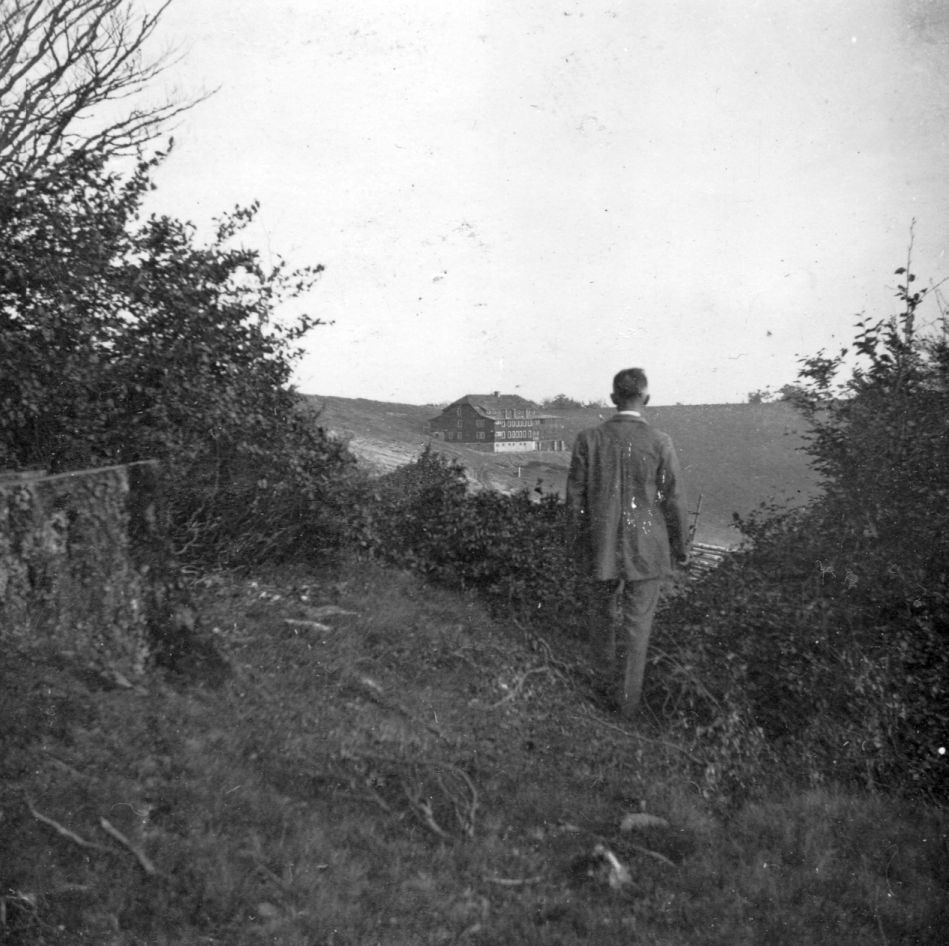
Lomosíkova chata - z dálky
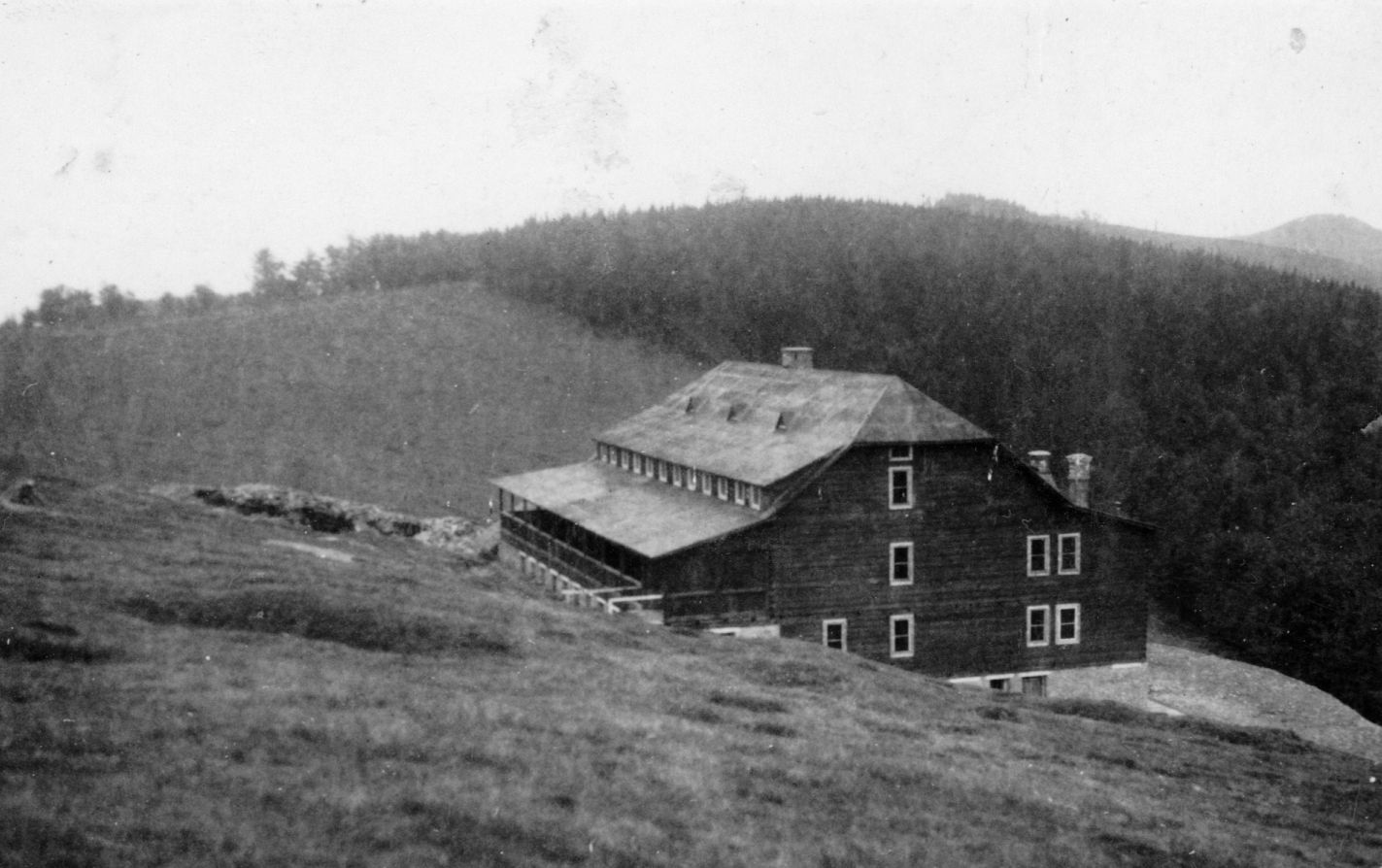
Lomosíkova chata
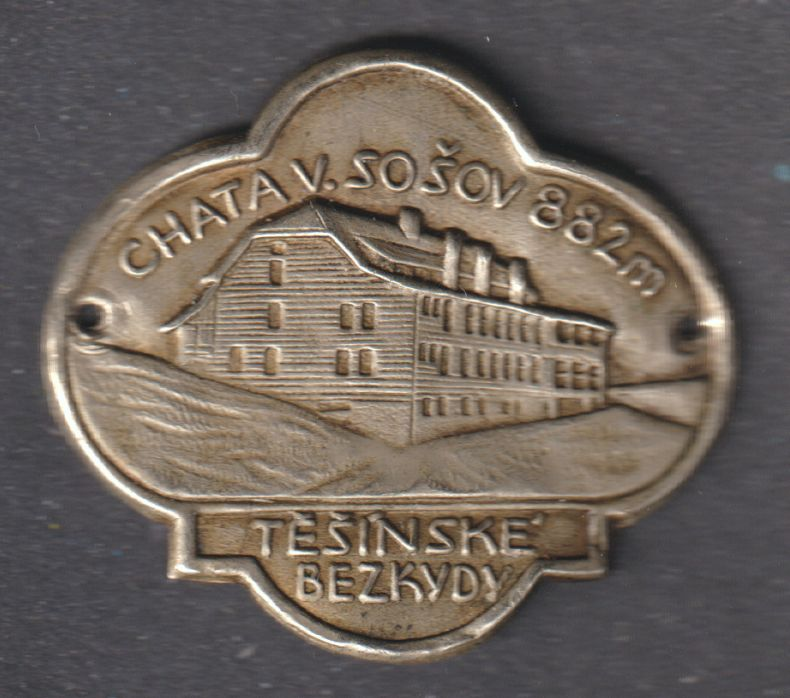
Lomosíkova chata - štítek na hůl
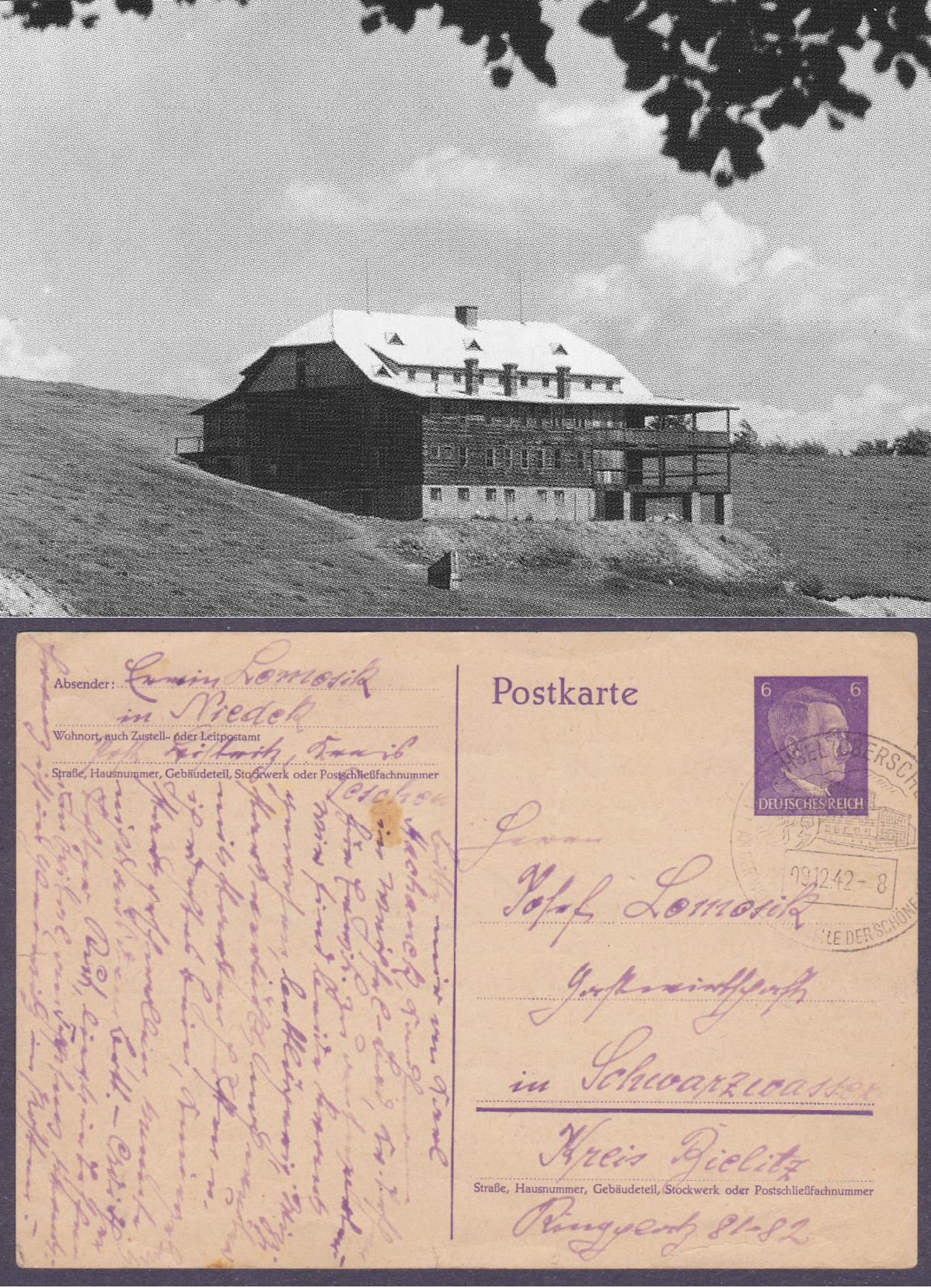
Lomosíkova chata - pohlednice
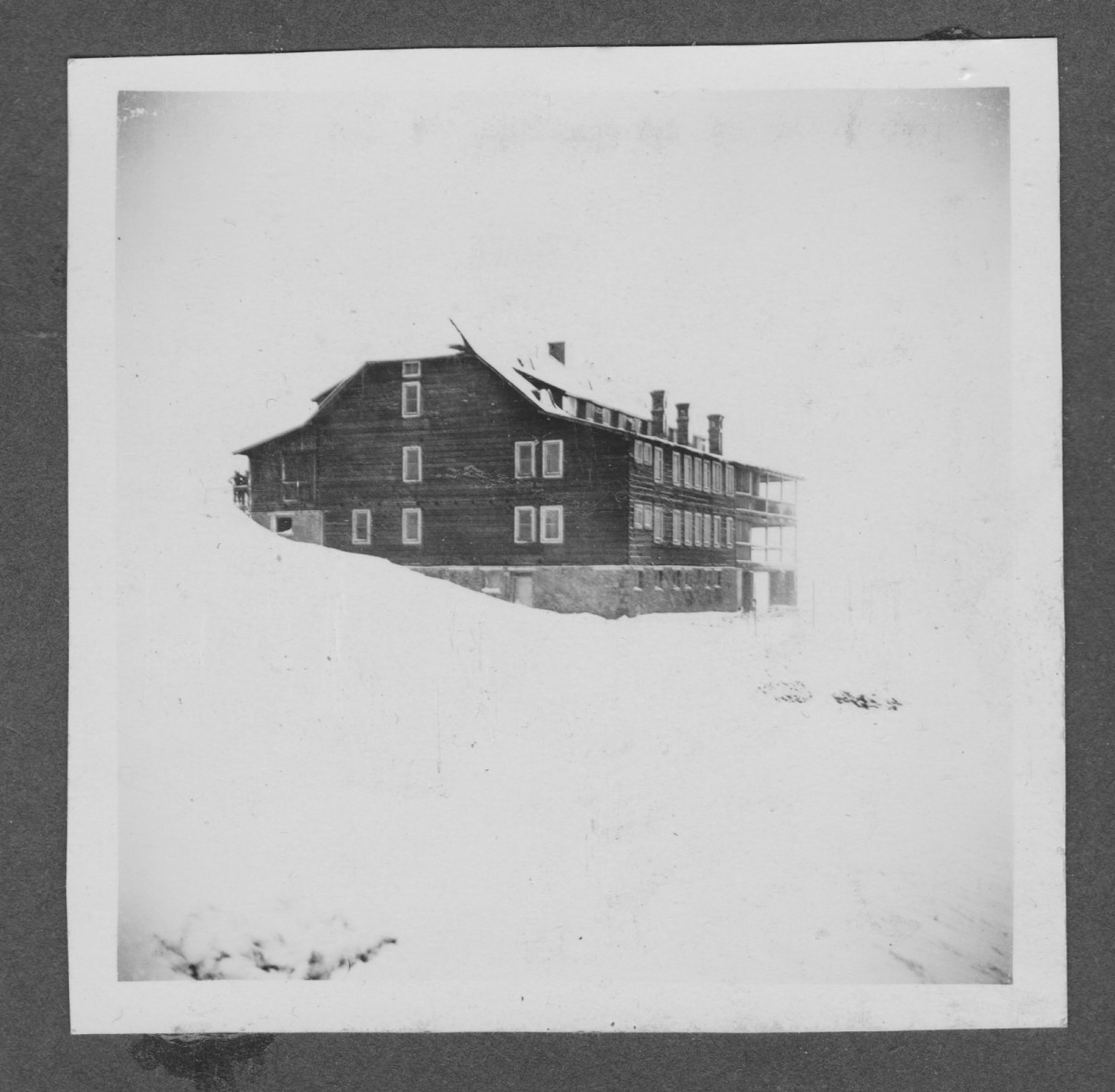
Lomosíkova chata v zimě
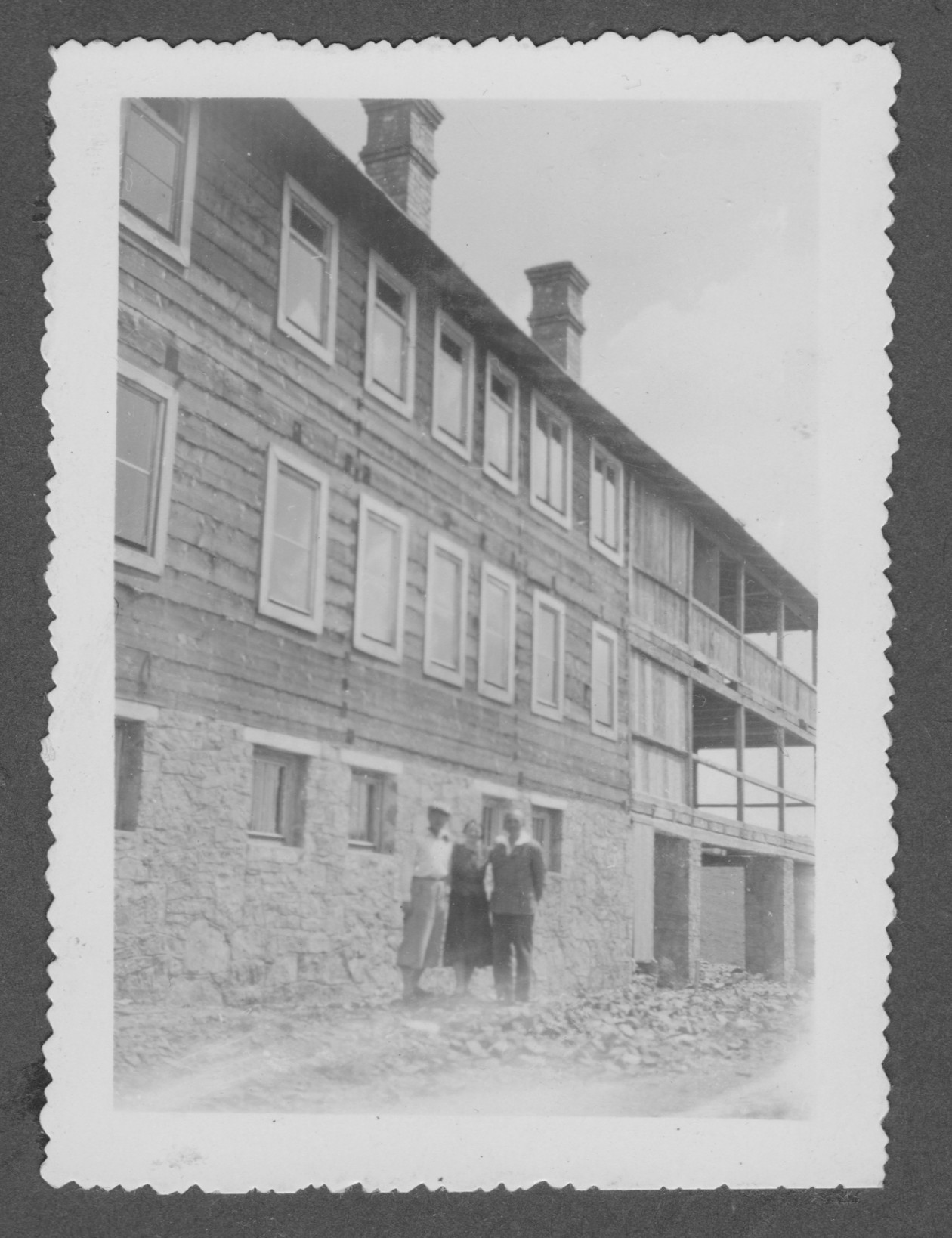
Lomosíkova chata - před chatou

### Litaratura
- BÁČA, Pavel, a kol. Hluchová: historická část obce Nýdek. 1. vyd. [s.l.]: vlastním nákladem, 2019. 155 s. ISBN 978-80-270-3440-6.
- POLÁŠKOVÁ, Jiřina; POLÁŠEK, Jaromír. Historie beskydské turistiky. 1. vyd. Ostrava: Šmíra-Print, 2009. 253 s. ISBN 978-80-904336-8-7.
- WAWRECZKA, Henryk. Karol Kaleta - Beskydy, hory a lidé. 1. vyd. [s.l.]: Wart-Henryk Wawreczka, 2003. 151 s. ISBN 80-239-1639-4. (cs, pl, en, de)
- MIKULOVÁ, Zuzana. Nýdek. 1. vyd. [s.l.]: Vydavatelství Regio, 2023. 331 s. ISBN 978-80-907252-6-3. (cs, pl)